# Josef Zenker
Josef Zenker (* 9. Juli 1832 in Neurode, Landkreis Glatz; † 31. Mai 1907 in München, Königreich Bayern) war ein deutscher Historienmaler.

## Leben

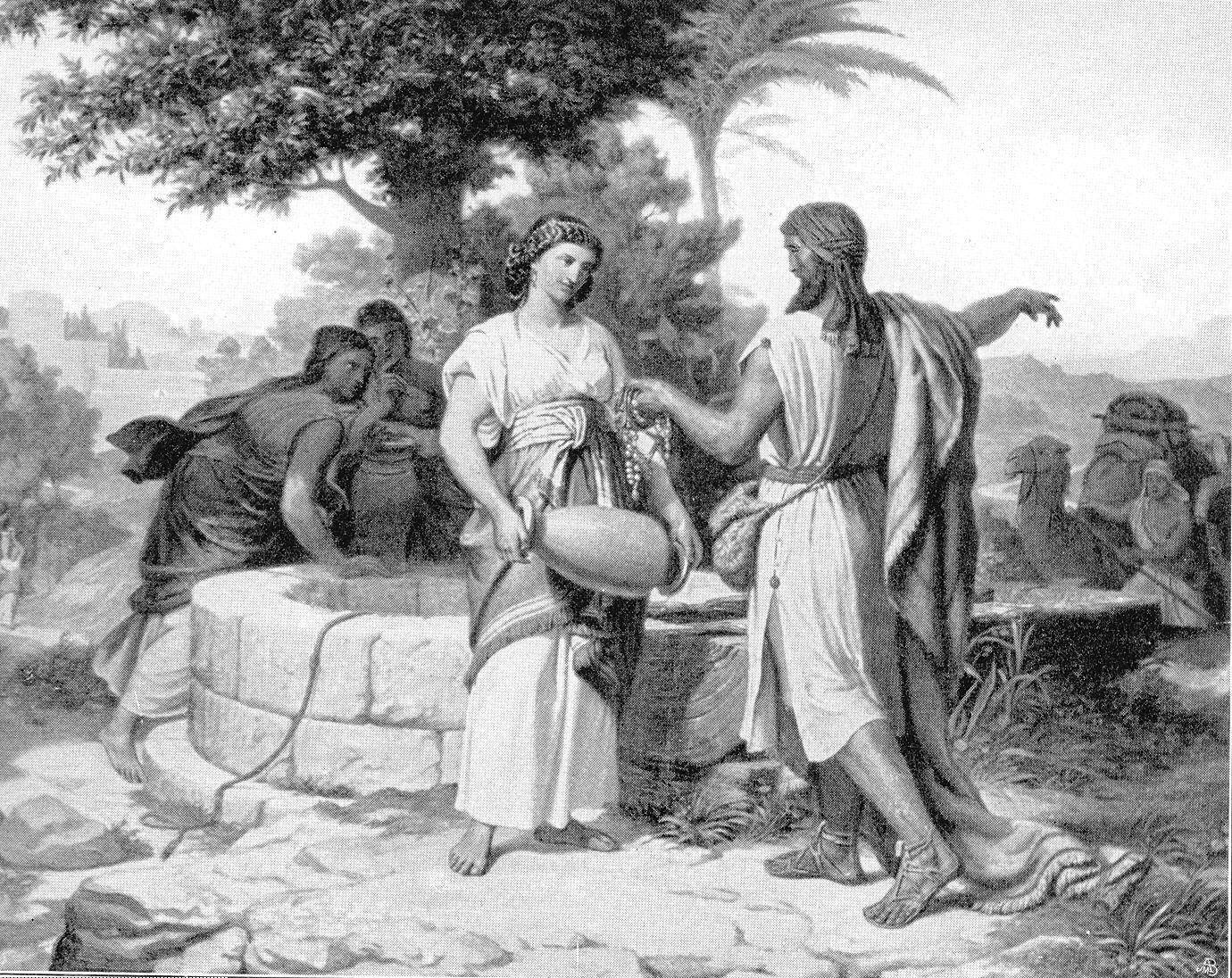
Josef Zenker: Rebekka am Brunnen. Mit diesem Bild gewann Zenker einen ersten Preis der Münchner Kunstakademie

Zenker war der Sohn eines kinderreichen Schuhmachers. Schon früh zeigte sich seine künstlerische Begabung. Da ihn seine Familie bei dem Wunsch, Maler zu werden, nicht unterstützen konnte, suchte er sich nach der Schulzeit selbst eine Lehrlingsstelle bei einem benachbarten Porzellanmaler. Nach dem Abschluss der Lehre wanderte er nach Frankenstein und fand Arbeit bei einem Dekorationsmaler, in dessen Werkstatt er gut geschult wurde und selbständig figuralen kirchlichen Schmuck herstellen durfte.
Vermutlich mit Unterstützung seines Frankensteiner Meisters begab sich Zenker 1856 nach München, wo bereits Wilhelm Hauschild und Aloys Richter, die beide aus dem Nachbarort Schlegel stammten, bekannte Historienmaler waren. In München fand Zenker Förderer, die ihm einen siebenjährigen Besuch der Königlichen Akademie der bildenden Künste ermöglichten. Er wurde Schüler der Professoren Philipp von Foltz, Joseph Schlotthauer und Johann von Schraudolph und wandte sich fast ausschließlich der kirchlichen Kunst zu. Mit dem Gemälde „Rebekka am Brunnen“ gewann er einen ersten Preis der Münchner Kunstakademie. Er war Mitglied im 1860 gegründeten Münchner Verein für Christliche Kunst.
1875 bis 1876 malte Zenker einen Wandbilderzyklus für die Kirche St. Leodegar in Gebweiler. Weitere Aufträge bekam er u. a. für die Kirchen in Altkirch/Elsass, Frankenried und Kirchheim in Schwaben, Bad Reichenhall (Ägidienkirche), und die Wallfahrtskirche in Vilsbiburg. Für die Antoniuskirche der Kapuziner in München malte er die Gemälde für vier Altäre, die aus der Werkstatt seines Landsmannes Joseph Elsner geliefert wurden. Die Seitenaltäre wurden beim Umbau der Kirche 1966 entfernt. Von den vier Bildern Zenkers hängen heute noch in den Nischen der ehemaligen Seitenaltären die Bilder mit dem hl. Josef und das Bild mit der Stigmatisation des hl. Franziskus von Assisi:

Altarbild der Stigmatisation des Hl. Franziskus v. Assisi
Altarbild des Hl. Josef
Altarbild des Hl. Fidelis von Sigmaringen
Altarbild der Hl. Veronica Giuliani

Zenker erwarb sich große Verdienste um die kirchliche Kunst. Nachdem er aus gesundheitlichen Gründen die großen Kirchenaufträge nicht mehr annehmen konnte, wandte er sich kleineren Gemälden zu. Er porträtierte hohe Kleriker, u. a. den Bischof Michael von Rampf von Passau und den Erzbischof Franz Joseph von Stein von München-Freising. Wegen eines Augenleidens konnte er in seinen letzten Lebensjahren seinen Beruf nicht mehr ausüben. Nach einem anspruchslosen und bescheidenen Leben starb er am 31. Mai 1907.